# کوسوکه اونوسه
کوسوکه اونوسه (انگلیسی: Kosuke Onose؛ زادهٔ ۲۲ آوریل ۱۹۹۳) بازیکن فوتبال اهل ژاپن است که در تیم ملی فوتبال زیر ۲۰ سال ژاپن بازی کرده‌است.